# Erzbistum Merauke
Das Erzbistum Merauke (lateinisch Archidioecesis Meraukensis) ist eine in Indonesien gelegene römisch-katholische Erzdiözese mit Sitz in Merauke.

## Geschichte
Papst Pius XII. gründete am 24. Juni 1950 das Apostolischen Vikariat Merauke aus Gebietsabtretungen des Apostolischen Vikariats Amboina.
Am 15. November 1966 wurde es mit der Apostolischen Konstitution Pro suscepto in den Rang eines Metropolitanbistums und Erzbistums erhoben. Einen Teil seines Territoriums verlor es am 29. Mai 1969 an das Bistum Agats.

## Ordinarien

### Apostolische Vikare von Merauke
- Herman Tillemans MSC (25. Juni 1950–15. November 1966)

### Erzbischöfe von Merauke
- Herman Tillemans MSC (15. November 1966–26. Juni 1972)
- Jacobus Duivenvoorde MSC (26. Juni 1972–30. April 2004)
- Nicolaus Adi Seputra MSC (7. April 2004–28. März 2020)
- Petrus Canisius Mandagi MSC (seit 11. November 2020)